# Académie d'aviation estonienne
L'Académie d'aviation estonienne (estonien: Eesti Lennuakadeemia) est un établissement public d'enseignement supérieur professionnel qui forme des spécialistes pour les entreprises et les organisations aéronautiques estoniennes. Il est situé à côté de l'aéroport de Tartu à Reola, à 8 km au sud de Tartu. Les études sont menées conformément aux programmes d'études standard répondant aux exigences du ministère de l'Éducation et de la Recherche de la république d'Estonie, de l'OACI, des JAA, de l'AESA et d'EUROCONTROL. Le recteur actuel est Jaanus Jakimenko.

## Mission
La mission est d’éduquer et de former le personnel de l’aviation aux normes internationales, de développer la culture de l’aviation nationale et de soutenir les activités de développement dans le domaine de l’aviation.

## Environnement d'apprentissage
Le bâtiment principal est situé à côté de l'aéroport de Tartu. Le bâtiment a été achevé en 2011. Auparavant, l'académie utilisait les bâtiments de l'aéroport et de l'université des sciences de la vie de Tähtvere.

## Spécialités
- Services de la circulation aérienne
- Gestion de la communication aéronautique et de la surveillance de la navigation
- Pilotage d'aéronefs
  - Pilotage d'avion
  - Pilotage d'hélicoptère
- Gestion de l'aviation
- Ingénierie aéronautique

## Partenaires en Estonie
Afin de garantir une haute qualité dans la préparation des spécialistes de l'aviation estonienne et d'aider également les conférenciers et le personnel à suivre les dernières évolutions de l'aviation et de l'éducation aéronautique dans le monde entier, l'université a développé des liens de coopération étroits avec les entreprises aéronautiques et établissements d’enseignement supérieur en Estonie et à l’étranger.
- Estonian Air
- Force aérienne estonienne
- Services de navigation aérienne estoniens (en)
- Musée estonien de l'aviation
- Groupe d'aviation de la police et des gardes-frontières
- Administration de l'aviation civile estonienne (en)
- Collège estonien de défense nationale
- Université des sciences de la vie d'Estonie
- Magnetic MRO (en) (ex. Air Maintenance Estonia)
- Ministère des affaires économiques et des communications
- Ministère de l'éducation et de la recherche
- Pakker Avio
- Aéroport international de Tallinn
- Université de Tallinn
- Université des sciences appliquées de Tallinn
- Université de Technologie de Tallinn
- Université de Tartu
- Lycée Ülenurme

## Partenaires dans d'autres pays
- Université Anadolu - École d'aviation
- Avia College
- EUROCONTROL Institut d'ANS
- Aéroport d'Helsinki-Vantaa
- Université des sciences appliquées de Bremen (en)
- Université de sciences appliquées d'Amsterdam
- Finnair
- Katholieke Hogeschool Kempen (en)
- Lufthansa Entrainement technique
- École d'aviation de l'Université de Lund
- Lycon Engineering AB
- Collège Mayflower
- Université de Défense Nationale de Varsovie (en)
- Patria - Formation
- Université technique de Riga
- Académie de vol SAS (en)
- Institut des Transports et des Télécommunications
- Université du Maryland Eastern Shore (en)
- Université technique de Vilnius Gediminas (en)
- Université technique de Košice